# Rudolf Diels
Rudolf Diels (ur. 16 grudnia 1900 w Berghausen, zm. 18 listopada 1957 w Katzenelnbogen) – niemiecki prawnik, pierwszy kierownik pruskiego Urzędu Tajnej Policji Państwowej (niem. Geheimes Staatspolizeiamt – Gestapa), który przekształcił się w 1936 w Gestapo (niem. Geheime Staatspolizei, Tajna Policja Państwowa). 
Od 1930 pracował jako prawnik w ministerstwie spraw wewnętrznych Prus. Pracował razem z Hermannem Göringiem, jeszcze przed dojściem Hitlera do władzy. Po przejęciu władzy przez NSDAP został kierownikiem Gestapy, jednak wskutek rozgrywek o władzę pomiędzy Göringiem a Heinrichem Himmlerem musiał odejść. Następnie piastował stanowiska prezydenta (niem. Regierungspräsident) rejencji Kolonii i Hanoweru. W 1937 wstąpił do NSDAP.
Po zakończeniu II wojny światowej był przesłuchiwany jako świadek w procesach norymberskich. Po pozytywnym przejściu denazyfikacji żył jako urzędnik do ponownego zatrudnienia, tzw. Beamter zur Wiederverwendung a tymczasowe wynagrodzenie przedemerytalne (niem. Wartegeld) otrzymywał z kasy landu Dolnej Saksonii. 

## Życiorys
Diels – urodzony 16 grudnia 1900 w Berghausen – był synem rolnika z Taunusu. Uczęszczał do gimnazjum humanistycznego w Wiesbaden. Po ukończeniu szkoły zgłosił się na ochotnika do wojska – pod koniec I wojny światowej służył w wydziale wywiadu w alzackim Hagenau. W 1919 podjął studia prawnicze w Marburgu, gdzie również miał wstąpić do korporacji akademickiej Corps Rhenania Straßburg. Po pomyślnym złożeniu pierwszego egzaminu państwowego, został zatrudniony jako referendarz w administracji państwowej w Kassel (1920). Drugi egzamin państwowy zdał w 1924, po czym pracował jako asesor w starostwach (niem. Landratsamt) w Neuruppin, Teltowie i Peine.

### Ministerstwo Spraw Wewnętrznych Prus
W 1930 Diels otrzymał stanowisko radcy rządowego (niem. Regierungsrat) w pruskim ministerstwie spraw wewnętrznych prowadzonym wówczas przez socjaldemokratę Carla Severinga. Sprawował funkcję kierownika decernatu ds. zwalczania ruchu komunistycznego w wydziale politycznym policji. W tym samym roku Diels poślubił swoją pierwszą żonę Hildegard Mannesmann, córkę przemysłowca Alfreda Mannesmanna. 
W 1932 Diels objął kierownictwo wydziału politycznego policji pruskiej. W okresie tym przekazał zwolennikom von Papena informacje o rozmowie swojego przełożonego, sekretarza stanu Wilhelma Abegga z politykami partii komunistycznej (niem. Kommunistische Partei Deutschlands, KPD) Wilhelmem Kasperem i Ernstem Torglerem. Informacje te, które relacjonowały rozmowę Abegga w zniekształconej formie, i w takiej rozpowszechniane przez prasę, stanowiły podstawę przypuszczeń, że rząd pruski kolaborował z komunistami. 
Wzmocniło to pozycję von Papena. 20 lipca 1932 doszło do tzw. Zamachu Pruskiego (niem. Preußenschlag), kiedy to kanclerz Rzeszy Franz von Papen rozwiązał pruski socjaldemokratyczny rząd krajowy Otto Brauna (SPD), wprowadził zarząd komisaryczny rządu Rzeszy a sam mianował się komisarzem Rzeszy (niem. Reichskommissar) na Prusy. W tym okresie Diels otrzymał awans na stanowisko głównego radcy stanu (niem. Oberregierungsrat). 
Według dokumentów izby orzekającej w procesie denazyfikacji, na początku lat 30. XX w. Diels utrzymywał kontakty z von Papenem i narodowymi socjalistami, natomiast od końca 1932 z Göringiem, któremu dostarczał informacje o komunistach i socjaldemokratach.

### Szef policji politycznej

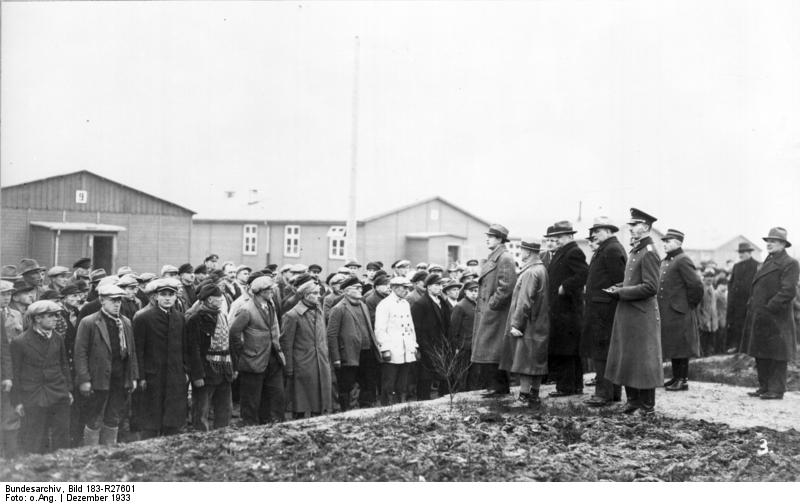
Szef Gestapy, Rudolf Diels przemawiający do więźniów objętych amnestią na terenie obozu koncentracyjnego Esterwegen koło Papenburga, 1933

Göring doceniał informacje z pruskiego ministerstwa spraw wewnętrznych. Natychmiast po dojściu Hitlera do władzy, Göring zabrał się za reorganizację policji. Nowym prezydentem policji w Berlinie został Magnus von Levetzow. Zakres kompetencji Dielsa jako kierownika wydziału politycznego został poszerzony. Göring zamierzał wyodrębnić wydział Dielsa jako samodzielną jednostkę, uniezależniając ją od policji. Udało się to 26 kwietnia 1933, kiedy powołano do życia Urząd Tajnej Policji Państwowej (niem. Geheimes Staatspolizeiamt – Gestapa) a Diels został kierownikiem Gestapy w Berlinie. W czerwcu 1933 awansował na radcę ministerialnego (niem. Ministerialrat). W 1933 Diels został również członkiem SS.
Chociaż Diels swoją ówczesną działalność przedstawiał później jako opozycyjną, zachowały się dowody na jego współpracę z nazistami. Diels popierał zbliżenie Gestapy z oddziałami SA – które sam wspierał jako tzw. Förderndes Mitglied od marca 1932 – poprzez przyjęcie dowódców SA do służby policyjnej. 
Blokował jednak śledztwo SA w sprawie śmierci Albrechta Höhlera, bezrobotnego stolarza i członka Roter Frontkämpferbund (RFB), który zamordował jednego z dowódców SA Horsta Wessela. We wrześniu 1930 Höhler został skazany na 6 lat i miesiąc więzienia. Karę odsiadywał w więzieniu w Wołowie. Po dojściu Hitlera do władzy został przeniesiony do placówki w Berlinie. Höhler wystąpił o powrót do Wołowa. Podczas transportu do więzienia został rozstrzelany przez SA-mannów. Po wojnie Diels utrzymywał, że próbował wszcząć śledztwo w tej sprawie, jednak Göring i Freisler byli przeciwni. 
Ponadto Diels był zaangażowany w upowszechnienie aresztu prewencyjnego (niem. Schutzhaft) oraz naciskał na przygotowanie list politycznie aktywnych Żydów i organizacji żydowskich. Konflikty pomiędzy Dielsem i SA a SS, na przykład odnośnie do prowadzenia obozów koncentracyjnych, wydają się wynikać raczej z walki o kompetencje niż z pobudek opozycyjnych Dielsa.

### Czystki polityczne
Szybka kariera Dielsa została gwałtownie przyhamowana, kiedy został uwikłany w walkę o władzę pomiędzy Göringiem a Himmlerem. Himmler starał się o kontrolę nad całym aparatem policyjnym w Niemczech, także na terenie Prus. Jeszcze 15 września 1933 kiedy dowódcy Himmlera zostali przejęci przez SS i otrzymali stopnie Obersturmbannführer, Diels został zwolniony przez Göringa i jak sam utrzymywał musiał uciekać – zbiegł do Czechosłowacji. Jego mieszkanie i biuro zostały przeszukane przez SA i SS. Dopiero za namową Göringa, Diels wrócił do Berlina, gdzie 29 listopada 1933 powrócił na swoje poprzednie stanowisko kierownika Gestapy, obejmując jednocześnie funkcję wiceprezydenta berlińskiej policji. Po wojnie Diels twierdził, że był prześladowany przez SS, szczególnie przez Heydricha. 9 listopada 1933 otrzymał stopień SS-Standartenführera. 
Wiele wpływowych osobistości reżimu nazistowskiego było niechętnych Dielsowi, również z powodu pomocy jakiej udzielił opozycjonistom (Severingowi i Kempnerowi) w wyjeździe za granicę. 21 kwietnia 1934 Diels został przeniesiony w stan spoczynku, a jego następcą został Himmler. Następnie Diels objął stanowisko prezydenta (niem. Regierungspräsident) Rejencji Kolonii.
Czystki polityczne – noc długich noży – przeprowadzone po aferze Röhma latem 1934 nie objęły Dielsa, który z jednej strony nadal cieszył się względami Göringa, a z drugiej był w posiadaniu dokumentów obciążających kierownictwo NSDAP, które mógł wykorzystywać do wywierania nacisku. 
Po konfliktach z esseńskim gauleiterem Josefem Terbovenem, w lipcu 1936 Diels przeniósł się na własną prośbę na stanowisko prezydenta Rejencji Hanoweru (niem. Regierungsbezirk Hannover). W tym samym roku rozwiódł się ze swoją pierwszą żoną. Dopiero w 1937 wstąpił do NSDAP. W 1939 został SS-Oberführerem.

### II wojna światowa
W 1941, dzięki Göringowi, w wyniku reorganizacji Koncernu Hermann Göring, został jego dyrektorem generalnym i przewodniczącym zarządu holdingu Zakładów Rzeszy Transportu Śródlądowego “Hermann Göring” (niem. Reichswerke AG für Binnenschiffahrt „Hermann Göring“). W 1943 Diels ożenił się z Ilse Göring, wdową po zmarłym w 1932 bracie Hermanna Göringa, Karlu Erneście. Po kolejnych konfliktach z SS w 1943, Göring wysłał Dielsa do sanatorium w Lugano, gdzie Diels bezskutecznie ubiegał się o azyl polityczny. Diels spotkał tam również ponownie Hansa Bernda Giseviusa, swojego dawnego konkurenta do stanowiska szefa Gestapy i późniejszego spiskowca z 20 lipca 1944, pełniącego wówczas funkcję wicekonsula w Zurychu. Po powrocie do Rzeszy był dwukrotnie aresztowany przez Gestapo (wczesną wiosną oraz w listopadzie 1944).

### Proces norymberski
Diels został zaaresztowany 3 maja 1945 i internowany do 1948. Od jesieni 1945 do lata 1947 był przesłuchiwany jako świadek oskarżenia w procesie norymberskim. Według Johna H. Herza, analizującego zeznanie Dielsa 

Świadek […] zeznając próbuje wybielić oskarżonego, Goeringa, a przez to pośrednio uwolnić siebie od wszelkiej odpowiedzialności

 Wedle protokołu z procesu, praca Dielsa dla reżimu nazistowskiego została ostro skrytykowana przez Giseviusa.
Później Diels pracował dla amerykańskiego rządu wojskowego – jeszcze w 1948 nawiązał kontakt z amerykańskim kontrwywiadem CIC.

### Denazyfikacja
W połowie 1949 Diels został pozytywnie zweryfikowany w procesie denazyfikacji. Wstawili się za nim Paul Löbe oraz Ernst Torgler. Pomimo to, już 5 stycznia 1949 w zonie radzieckiej wydano na niego nakaz aresztowania, który jednak nie był honorowany w zonach zachodnich.
Diels charakteryzował się stale na opozycjonistę reżimu nazistów. Sam siebie zaliczał do kręgu spiskujących przeciwko Hitlerowi przed zamachem 20 lipca 1944. Wskazywał na prześladowania ze strony SS, szczególnie Heydricha. 
Jednak wyniki badań historycznych ukazują Dielsa w mniej pozytywnym świetle, jako biurokratycznego oportunistę, potrafiącego dopasować się do wszelkich okoliczności, by dopomóc swojej karierze. W okresie Republiki Weimarskiej Diels pozostawał w kręgu liberałów, uczęszczając do berlińskiego Klubu Demokratycznego, którego prezydentem był żydowski wiceprezydent policji berlińskiej Bernhard Weiß. Jeszcze przed dojściem Hitlera do władzy, Diels pozostawał w bliskich kontaktach z Göringiem, którego protekcją cieszył się do końca wojny. Podczas kierowania Gestapo, Diels był zaangażowany w upowszechnienie aresztu prewencyjnego (niem. Schutzhaft) i pierwszych obozów koncentracyjnych (np. KZ Sonnenburg) oraz naciskał na przygotowanie list politycznie aktywnych Żydów i organizacji żydowskich. Po wojnie, już od 1948–1949 Diels pracował dla alianckiej administracji okupacyjnej. 
Potwierdzono, że Diels pomagał w odosobnionych przypadkach ucieczek prześladowanych opozycjonistów zagranicę, co podczas procesu denazyfikacji przyczyniło się do jego pozytywnej weryfikacji. Jednak jego działalność opozycyjna i uczestnictwo w spisku przeciwko Hitlerowi nie zostały udowodnione. 
W 1949 Diels opublikował swoją apologetyczną autobiografię “Lucifer ante portas. Es spricht der erste Chef der Gestapo”, która jeszcze przed ukazaniem się drukiem, pojawiła się pomiędzy majem a lipcem 1949 w dziewięciu odcinkach w magazynie Der Spiegel. 
Po zakończeniu internowania Diels mieszkał w swojej posiadłości Twenge, koło Hanoweru. Jako tzw. sto-trzydziesty-pierwszy (urzędnik po pozytywnej denazyfikacji, który mógł być ponownie zatrudniony w aparacie państwowym RFN) żył jako urzędnik do ponownego zatrudnienia, tzw. Beamter zur Wiederverwendung a tymczasowe wynagrodzenie przedemerytalne (niem. Wartegeld) otrzymywał z kasy landu Dolnej Saksonii.
W związku z aferą Otto Johna, Diels opublikował w 1954 pamflet na Johna , w którym również atakował porządek demokratyczny nowej republiki niemieckiej. Publikację oraz jej autora ostro skrytykowano w Bundestagu. W 1955 w Dolnej Saksonii wszczęto przeciwko Dielsowi postępowanie dyscyplinarne na podstawie Art. 131 Ustawy zasadniczej 2 czerwca 1955 na posiedzeniu gabinetowym, rząd odrzucił propozycję komisji konstytucyjnej Bundestagu, by wystąpić o odebranie praw obywatelskich na podstawie Art. 18 Ustawy zasadniczej Dielsowi oraz dwóm innym autorom tekstów antydemokratycznych: Friedrichowi Lenzowi i Karlowi Ludwigowi Striederowi.
Diels zginął w wypadku z bronią myśliwską 18 listopada 1957 w Katzenelnbogen, kiedy to zranił się śmiertelnie przy wyciąganiu broni z samochodu.

## Pożar Reichstagu
Popierający tezę podpalenia Reichstagu przez jednostki SA przedstawiają Dielsa jako wtajemniczonego w plany SA. Rzekomo pośród dokumentów, które Diels zbierał na przywódców NSDAP, miały znajdować się akta identyfikujące prawdziwych sprawców. Diels nie potwierdzał tych rewelacji. Sam jednak wierzył do 1949, że to SA podpaliło parlament Rzeszy . Później zmienił zdanie i uważał, że była to indywidualna akcja holenderskiego komunisty van der Lubbego. Na temat powodów zmiany zdania nigdy się nie wypowiadał. Rzekomo, tuż przed śmiercią planował zrekonstruować wraz z instytutem historycznym Institut für Zeitgeschichte (IfZ) wydarzenia z 27 lutego 1933. 
Pod koniec listopada 1954 magazyny ilustrowane Stern i Weltbild zamieściły bogate materiały na temat pożaru Reichstagu w 1933 oraz dojścia Hitlera do władzy, bazujące na informacjach Dielsa.

## Publikacje
- Rudolf Diels: Lucifer ante Portas: Es spricht der erste Chef der Gestapo. Zurych, 1949; Stuttgart, 1950. (niem.). Brak numerów stron w książce
- Rudolf Diels: Der Fall Otto John: Hintergründe und Lehren. Getynga: Göttinger Verlagsanstalt, 1954. (niem.). Brak numerów stron w książce